# Уоллак, Джоэл
Джоэл Д. Уоллак (англ. Joel D. Wallach; род. 4 июня 1940) — американский ветеринар и натуропат, ставший известным благодаря продвижению коллоидных минералов как средства от многих заболеваний.

## Биография
В 1962 году Уоллак получил степень бакалавра (Bachelor of Science, B.S.) в области сельского хозяйства в университете штата Миссури, специализируясь на животноводстве (питание) и пройдя дополнительные курсы по полевым культурам и почвам. В 1964 году он получил степень доктора ветеринарной медицины (Doctor of Veterinary Medicine, D.V.M.) также в университете штата Миссури. Затем с 1965 по 1968 год работал научным сотрудником в центре биологических исследований природных систем в университете Вашингтона в Сент-Луисе, штат Миссури. В 1982 году он получил степень доктора натуропатической медицины (Doctor of Naturopathic Medicine, N.D.) в Национальном колледже натуропатической медицины в Портленде, штат Орегон. Большую часть своего дохода он получил благодаря собственной компании «Majestic Earth Minerals», работающей на основе многоуровневого маркетинга, а также радиопередачам, проводящим рекламную кампанию его аудиолекций под названием «Умершие доктора не лгут». В этих передачах содержатся следующие основные утверждения Уоллака:
- Дефицит многих минеральных веществ лежит в основе большинства хронических заболеваний.
- Только «коллоидные» минералы могут быть полноценно усвоены и содержать все необходимые полезные минеральные вещества.

Во время этих радиопередач опрашиваемые на улицах люди сообщают о своих проблемах со здоровьем. Во многих случаях Уоллак указывает, что причина их проблем со здоровьем состоит в дефиците или нехватке минералов в организме. Часто он рекомендует людям приобрести одну из его минеральных биодобавок.
В отношении понятий здоровья и болезни Уоллак исходит из натуропатической точки зрения и часто высказывает замечания представителям традиционной медицины. Он открыто критикует многие виды медицинского лечения и призывает докторов к проведению дискуссий.
Критики, подобные Джеймсу Понтолилло, скептически относятся к его утверждениям и исследованиям. Он, например, критикует в своей статье утверждение Уоллака о том, что дефицит кальция приводит к параличу Белла, который, как известно, происходит от паралича черепных нервов. Статья также обращает внимание на другие утверждения, которые не подкреплены клиническими исследованиями, и указывает на потенциальный вред от сверхвысоких доз витаминов.
Ответ доктора Г. Н. Шраузера, опубликованный на сайте компании Уоллака «Majestic Earth Minerals», гласит: «Настоящий доклад показывает, что академические материалы доктора Уоллака неоспоримы, а его мнения и представления в целом хорошо обоснованны. Если же он поражает некоторых своих критиков, то это может происходить по причине того, что обстоятельства, касающиеся его экспертной области, не являются общеизвестными или игнорируются традиционной медициной, в значительной степени ориентированной на лекарства».
Недавние опыты у грызунов показали наличие связи между дефицитом минералов и проблемами, связанными с развитием.
Однако, нет никаких подтверждающих научных работ, которые бы показали, что «коллоидные» минералы усваиваются лучше или хуже, чем обычные минералы. Поэтому любое свидетельство в пользу «коллоидных» минералов является научно недоказанным.

## Некоторые публикации
- Уоллак Дж., Ма Лан, Вей Хан Ю, Бо-Квай Джу, Фенг Тенг Ю и Рой Ф. Годдард (1990). Общие знаменатели в этиологии и патологии внутренних повреждений при кистозном фиброзе и болезни Кешана[4].
- Чарни А., Уоллак Дж., Доновиц М., Джонстоун Н. Воздействие циклогексимида на изменения в функции толстой кишки, вызванные кортикостероидами. American Journal of Physiology, август 1982; 243 (2):G112-6.[5]
- Уоллак Дж. Связь между булимией и депрессией? American Journal of Physiology, март 1986; 143 (3):390-1.[6]
- Лоуэнкопф Е., Уоллак Дж. Булимия: теоретические концептуализации и терапии. Journal of the American Psychoanalytic Association, октябрь 1985; 13 (4):489-503.[7]

## Список опубликованных книг
- Уоллак Дж., Ма Лан. Поиграем в травяного доктора. Wellness Publication LLC, Bonita CA, 2001. ISBN 0-9701490-7-7.
- Уоллак Дж., Ма Лан. Умершие доктора не лгут. Legacy Communication Group Incorporated, 1999.
- Уоллак Дж., Ма Лан. Редкие земли, запрещенные лечения. Double Happiness Publishing Company, 1997. ISBN 0-9701490-8-5.
- Уоллак Дж., Ма Лан. Поиграем в доктора. Double Happiness Publishing Company, 1998. ISBN 0-9701490-9-3.
- Уоллак Дж., Боевер У. Болезни экзотических животных: медицинское и хирургическое управление. W. B. Saunders Company, 1983.
- Уоллак Дж., Уоллак Дж. Экспресс Рино. Vantage Press, 1978.

### Сайты
- Wallach On Line. Архивировано 11 марта 2009 года.
- Wallach Files
- Deaddoctors.com

### Критика
- The Skeptic’s Dictionary — Skeptic.com (англ.)
- A critical look at Youngevity & Dr Joel Wallach — EXPOSED — Exposed, Stuart Adams (англ.)
- Colloidal Mineral Supplements — Quackwatch.org (англ.)
- What’s the deal with colloidal silver? — Cecil Adams, The Straight Dope (англ.)